# Christy Walton
Christy Ruth Walton (Christy Ruth Tallant, 9 de junho de 1955) é  actualmente a mulher mais rica do mundo, segundo a revista Forbes.
É nora do fundador da Wal-Mart, Sam Walton. Com a morte de seu esposo John T. Walton em junho de 2005, herdou a sua fortuna de 15,7 bilhões de dólares. Segundo dados de 2007 foi a 24.ª pessoa mais rica na lista da Forbes
Na lista das pessoas mais ricas do mundo publicada pela Forbes em 10 de março de 2010, Christy Walton foi colocada na 12.ª posição com um património avaliado em 22,5 bilhões de dólares, tornando-a a mulher mais rica do mundo.
Em 2013 a revista Forbes classificou "Christy Walton (e família)" como a 9.ª pessoa mais rica do mundo, com 36,7 bilhões de dólares.